# Lietuvos Taurė 1994-1995
La Lietuvos Taurė 1994-1995 è stata la 6ª edizione del torneo, iniziata il 29 ottobre del 1994 e terminata il 23 giugno 1995. 
Il trofeo è stato vinto per la prima volta dall'Inkaras-Grifas, dopo aver battuto battuto in finale lo Žalgiris col punteggio di 2-1.

## Sedicesimi di finale
| Squadra 1                    | Risultato       | Squadra 2           |
| ---------------------------- | --------------- | ------------------- |
| Aidas Panevėžys              | 0 – 8           | Inkaras-Grifas      |
| Geležinis Vilkas             | 1 – 0 (dts)     | Banga Gargždai      |
| Chemikas Kėdainiai           | 0 – 1           | Panerys Vilnius     |
| Savingė Kaišiadorys          | 1 – 0           | Interas             |
| Polonia Vilnius              | 3 – 5           | Aras Klaipėda       |
| Cementininkas Naujoji Akmenė | 0 – 8           | Žalgiris            |
| Minija Kretinga              | 0 – 4           | ROMAR Mažeikiai     |
| Laisve Šilutė                | 0 – 2           | Sirijus Klaipėda    |
| Volmeta Kaunas               | 1 – 0           | Mūša Ukmergė        |
| WDB Kaunas                   | 0 – 2           | FBK Kaunas          |
| Logika Šiauliai              | 1 – 11          | Sakalas Šiauliai    |
| Daisotra Alytus              | 0 – 1           | Ekranas             |
| Mastis Telsiai               | 0 – 0 (5-4 dtr) | Babrungas Plungė    |
| Tauras-Karšuva Tauragė       | 1 – 0 (dts)     | Joginta Klaipėda    |
| Achema Jonava                | 1 – 7           | Lokomotyvas Vilnius |
| Andas Vilnius                | 1 – 2           | Ranga-Poli. Kaunas  |

## Ottavi di finale
| Squadra 1           | Totale | Squadra 2              | Andata | Ritorno     |
| ------------------- | ------ | ---------------------- | ------ | ----------- |
| Žalgiris            | 9 – 1  | Aras Klaipėda          | 2 – 0  | 7 – 1       |
| Lokomotyvas Vilnius | 1 – 7  | ROMAR Mažeikiai        | 0 – 2  | 1 – 5       |
| Savingė Kaišiadorys | 0 – 9  | Inkaras-Grifas         | 0 – 5  | 0 – 4       |
| Sirijus Klaipėda    | 2 – 10 | Sakalas Šiauliai       | 2 – 3  | 0 – 7       |
| FBK Kaunas          | 3 – 2  | Geležinis Vilkas       | 3 – 1  | 0 – 1       |
| Panerys Vilnius     | 1 – 2  | Ekranas                | 1 – 0  | 1 – 1 (dts) |
| Mastis Telsiai      | 2 – 3  | Volmeta Kaunas         | 1 – 1  | 1 – 2       |
| Ranga-Poli. Kaunas  | 2 – 1  | Tauras-Karšuva Tauragė | 1 – 1  | 1 – 0       |

## Quarti di finale
| Squadra 1          | Totale | Squadra 2        | Andata | Ritorno |
| ------------------ | ------ | ---------------- | ------ | ------- |
| Volmeta Kaunas     | 1 – 14 | Inkaras-Grifas   | 0 – 10 | 1 – 4   |
| Žalgiris           | 2 – 0  | Ekranas          | 0 – 0  | 2 – 0   |
| ROMAR Mažeikiai    | 2 – 0  | FBK Kaunas       | 1 – 0  | 1 – 0   |
| Ranga-Poli. Kaunas | 1 – 3  | Sakalas Šiauliai | 0 – 1  | 1 – 2   |

## Semifinali
| Squadra 1        | Totale | Squadra 2      | Andata | Ritorno |
| ---------------- | ------ | -------------- | ------ | ------- |
| Sakalas Šiauliai | 1 – 4  | Žalgiris       | 1 – 0  | 0 – 4   |
| ROMAR Mažeikiai  | 2 – 5  | Inkaras-Grifas | 1 – 2  | 1 – 3   |

## Finale
| Arbitro: | Miliauskas (Alytus) |

|                  |           |  |
| Poderis 31’, 63’ | Marcatori |  |